# Concert per a piano (Rheinberger)
El Concert per a piano en la bemoll major, op. 94, de Josef Rheinberger fou compost el 1876 i dedicat a Carl Baermann, un company professor de Múnic que posteriorment va impartir classes a Boston. Aquest és l'únic Concert per a piano de Rheinberger. No es coneix la data de la seva estrena, però probablement va ser interpretada al Conservatori de Múnic.

## Moviments
- Moderato
- Adagio pathetico
- Finale. Allegro energico

## Origen i context
Rheinberger va estudiar amb Franz Lachner i va establir una gran amistat amb Schubert. La seva música sovint es va vincular a la de Brahms, amb qui s'havien dedicat mútuament obres. És principalment reconegut per les seves obres per a orgue, més que per la composició d'obres orquestrals.

## Música
Rheinberger manté l’estructura clàssica de tres moviments i afegeix tres trombons a l’orquestra. Al primer moviment, elimina l’exposició orquestral i introdueix el piano directament amb un tema de caràcter heroic. El piano és dominant, però sense relegar l’orquestra a un simple acompanyament. El segon moviment, Adagio patético (Do menor, 3/4), és essencialment líric, amb un final més seriós. El finale (Allegro energico, 4/4) comença amb un solo de piano i manté el dinamisme fins al final, on reapareix sorprenentment la idea heroica del primer moviment.